# Association Mondement 1914 - Les soldats de la Marne - Joffre - Foch
L'Association Mondement 1914 - Les soldats de la Marne - Joffre - Foch est une association créée en 1951 dont le but est de perpétuer le souvenir, le sacrifice et les souffrances des soldats de la Marne, de maintenir la mémoire de Foch et de perpétuer la mémoire de la première bataille de la Marne.

## Présentation
L'association compte 278 membres en 2013. Elle est présidée par Stéphane GUILLAUME-BARRY, lieutenant-colonel réserviste. Son siège social est situé à Mondement-Montgivroux dans la Marne entre Sézanne et Épernay.

## Histoire
La bataille de Mondement est au centre des opérations militaires de la bataille des Marais de Saint-Gond, elle-même au centre du front de la première bataille de la Marne qui a eu lieu du 6 septembre 1914 au 12 septembre 1914 et qui a fait de très nombreuses victimes, dont environ 250 000 morts, sur l'ensemble du front de Senlis à Verdun et toutes nationalités confondues.
Dès 1915, a lieu la première commémoration de cette bataille. Le 6 septembre 1917, une cérémonie présidée par la président de la République Raymond Poincaré commémore à Mondement le troisième anniversaire de la Victoire de la Marne. En 1920, le Parlement décide l'érection à Mondement d'un monument national commémorant la première bataille de la Marne. Le site de Mondement est choisi parce qu'il constitue en effet un des points stratégiques du dispositif déployé par Joffre, dans la mesure où la colline de Mondement qui domine les Marais de Saint-Gond verrouillait le passage des Allemands par le sud vers Paris, que ces derniers menaçaient d'atteindre au début de septembre 1914. Commencée en 1931, la construction du Monument national de la Victoire de la Marne est terminée en 1938, mais la Seconde Guerre mondiale empêche son inauguration qui aura lieu en septembre 1951.
C'est dans ce contexte que le comité de Mondement est fondé en 1951, par le président national des soldats de la Marne, le commandant Paul Gauvin, afin de perpétuer les cérémonies commémoratives de la première bataille de la Marne sur le site du Monument national. L'association Mondement 1914 est donc issue de l'Association des soldats de la Marne créée en 1937 par le capitaine Chrissement. Cette association remettait la médaille de la Marne à ceux qui avaient participé à la première bataille de la Marne sous les ordres de Joffre et à la seconde bataille de la Marne sous les ordres de Foch.
C'est la disparition progressive des acteurs des batailles de la Marne qui décida le commandant Gauvin à remplacer en 1980 Les soldats de la Marne et le comité de Mondement par une seule et même association capable d'assurer le devoir de mémoire et d'histoire sur le site géographique de Mondement.

## Action
Pour l'Association Mondement 1914, dont les statuts furent modifiés en 2003 pour logiquement changer son nom en « Mondement 1914 - Les soldats de la Marne - Joffre - Foch », il s'agit grâce au devoir de mémoire, d'assurer l'éducation à la paix pour les nouvelles générations. 
L'association s'occupe de l'organisation des cérémonies commémoratives des nombreux affrontements de la bataille des Marais de Saint-Gond, dont le deuxième dimanche de septembre, la cérémonie commémorative de la première bataille de la Marne à Mondement, la plus importante de ces cérémonies par la participation des délégations étrangères, la présence des attachés militaires représentant les pays belligérants, d'historiens et de vétérans des régiments issus de la Grande Guerre. En septembre 2014, l'association se préparait aux cérémonies solennelles du centenaire de la première bataille de la Marne dont l'un des temps forts eu lieu à Mondement.
L'association propose également la visite du site de Mondement, qui comprend le monument national et un musée local, dont elle a la gestion, ainsi que l'église et le cimetière du village. Le château à proximité est en propriété privée. Le musée qui se trouve dans l'ancienne école communale, permet d'appréhender l'histoire de la première bataille de la Marne et l'histoire locale inhérente à ces combats, dont le front toucha huit cantons du département de la Marne, ainsi que l'approche culturelle de la Grande Guerre. Ainsi, l'association contribue au tourisme historique et mémoriel en accueillant chaque dimanche de juin à septembre les visiteurs au monument et au musée. Les groupes sont reçus toute l'année en visite guidée.